# Мурманска област
Мурманска област (рус. Мурманская область) конститутивни је субјект Руске Федерације са статусом области на простору Северозападног федералног округа на крајњем северозападу европског дела Руске Федерације.
Готово целокупна територија Мурманске области налази се северно од северног поларника, а њен најзначајнији део заузима полуострво Коља. На северу област излази на обале Баренцовог мора, док источне и јужне обале полуострва Коља запљускују воде Белог мора. Бело море уједно раздваја Мурманску од Архангељске области. На југу област се граничи са аутономном Републиком Карелијом, на западу је копнена граница са Финском, а на северозападу са Норвешком. Са површином од 144.902 км² налази се на 25. месту међу субјектима Руске Федерације. Према проценама националне статистичке службе за 2016. на подручју области је живело укупно 762.173 становника или у просеку 5,26 ст/км², и по том параметру област се налази на 61. месту у Русији. Према статистичким подацима из 2016. чак 92,46% становништва области живи у градским центрима. Главни и највећи град области је Мурманск који је са својих нешто преко 300.000 становника уједно и највећи градски центар унутар целог арктичког поларног круга. Већи градски центри су још и Апатити (56.730), Североморск (51.004) и Мончегорск (42.893 становника).
Мурманска област формирана је 28. маја 1938. године, а садашње границе добија по окончању совјетско-финског рата 1940. године. Административно област је подељена на 5 општинских рејона и на 12 градских округа распоређених у виду 7 градова директне обласне субординације и 5 затворених административних јединица (ЗАТО). Основу популације области чине Руси са уделом у укупној популацији нешто мањим од 90%, а најбројније мањинске заједнице су Украјинци, Белоруси и Татари.
Привреда области почива на изразито развијеној енергетици, рударству и металургији, те риболову. У граду Североморску налази се седиште Северне флоте руске морнарице. Област је чланица међународне организације Баренцовог евроарктичког региона, а такође и део историјске регије Лапоније.

## Етимологија
Област носи име по административном центру, граду Мурманску који је уједно и највећи град на полуострву. Мурманск је основан 4. октобра 1916. године, на брежуљку Мурман, и град се првобитно звао Романов на Мурману.
Реч мурман (у множ. мурмани) или Нурмани потиче од локалног руског искривљеног облика норвешке речи за Норвежанина, nordmann (чита се „нурман”).

## Географија
Мурманска област налази се на крајњем северозападу Руске Федерације и најсевернији је континентални део европског дела Русије. Припада Северозападном федералном округу, а готово целокупна површина области налази се унутар Арктичког поларног круга. Област обухвата територију површине 144.902 км², што чини 0,85% од укупне површине Русије, и по том параметру Мурманска област се налази на 26. месту међу субјектима Федерације. Област је издужена у смеру запад-исток у дужини од око 580 km, док је највећа ширина у смеру север-југ до око 400 km. Целокупан источни део области налази се на подручју полуострва Коља које са површином од око 100.000 км² чини приближно 70% од укупне обласне територије.
Мурманска област на северу излази на обале Баренцовог мора, на истоку и југоистоку је акваторија Белог мора, односно његовог Кандалакшког залива на југоистоку. Бело море физички раздваја територију Мурманске од Архангељске области. Једина копнена веза са остатком континенталне Русије је јужна граница области са Карелијом. На западу и северозападу су међународне границе са Финском, односно са Норвешком. Дужина границе са Финском, односно са њеним северним округом Лапонијом је око 350 км, док је дужина границе са норвешким округом Финмарк 195,8 km (од тога 43 km су копнене, а 152,8 km водена граница). Северни део области део је јединствене културно-историјске области Сами народа, Лапоније.

### Рељеф
Савремени рељеф Мурманске области формирао се под утицајем моћних ледника који су прекривали то подручје током последњег леденог доба. У основи области налазе се стене Феноскандинавског штита, а геолошки најстарије стене овог штита налазе се управо на подручју Мурманске области и Карелије. Доминирају гнајсеви и базалти архајске и протерозоичке старости. Највећи део области је брдовит и брежуљкаст, а највиши делови налазе се у централном делу области. Највиши је планински ланац Хибини на ком се налазе три врха виша од 1.000 метара − Јудичвумчор (1.200 м), Часначор (1.189 м) и Путеличор (1.111 метара). Нешто источније је планински масив Ловозерска тундра максималне висине до 1.000 метара. Нешто западније су планински масиви Мончетундра (965 метара), Чунатундра (1.114 метара), Вучја тундра (955 метара), Њавка тундра (око 700 метара), Саљније тундри (око 1.000 метара), Печеншка тундра (631 метар) и Туадаш тундра (907 метара).
Надморска висина опада идући ка истоку Кољског полуострва, односно ка југу и карелијским језерима. Кољско полуострво обухвата цео источни, полуострвски део области. Западна граница полуострва иде линијом Кољски залив−долина реке Кола−језеро Имандра−река Нива−Кандалакшки залив. Само полуострво обухвата територију површине око 100.000 км². Северна обала полуострва коју запљускују воде Баренцовог мора је доста стрма и висока, док је јужна обала знатно равнија и нижа. На северној обали налазе се још и два мања полуострва − Рибарско и Средњи.
Део северне обале од норвешке границе до рта Свјатој Нос назива се Мурманском обалом (или само Мурманом). Део беломорске обале од рта Свјатој Нос до ушћа реке Варзуге познат је као Терска обала (дужина око 500 km). Уз северну обалу налазе се Ајновска острва, острво Киљдин и архипелаг Седам острва, док је острво Великиј у Кандалакшком заливу.

### Хидрографске карактеристике
Мурманска област је једно од подручја Руске Федерације са разноврсном хидролошком сликом. Речна мрежа је веома густа и чини је укупно 18.209 водотока дужих од 100 метара. Реке су изразито богате водом и имају јако велики хидроенергетски потенцијал, а укупна продукција електричне енергије произведена у хидроелектранама током 2000. године износила је до 3 милијарде киловат часова електричне енергије.
Реке Мурманске области припадају сливовима Балтичког, Белог и Баренцовог мора. Реке које припадају басену Баренцовог мора теку у смеру севера, а најзначајније међу њима су Патсојоки (117 км), Печенга (река) (101 км), Западна Лица (101 км), Источна Лица (220 км), Кола (83 км), Вороња (155 км), Ринда (98 км), Јоканга (203 км) и друге. У беломорском басену налазе се реке Ковда (233 км), Умба (123 км), Варзуга (254 км), Поној (са 426 km је најдужа река у области) и друге. Балтички слив је најмањи и углавном му припадају реке које теку у смеру запада и југозапада, и све припадају басену реке Тенијејоки.
На подручју области постоји преко 100.000 ујезерених подручја са површинама акваторије изнад 10 хектара. Површински највећа језера су Имандра (876 км²), Умбозеро (422 км²), Ковдозеро (224 км²), Ловозеро (209 км²). Међу вештачким језерима највећа су Ковдозерско (608 км²) и Горњотуломско (745 км²). Постоје и значајне залихе подземних вода.
На острву Киљдин налази се малено језеро Могиљно, једина меромиктичка акваторија на тлу Русије.

### Клима
Иако у потпуности лежи унутар арктичког поларног круга територија Мурманске области има нешто умеренију хладну климу, у односу на подручја на сличним географским ширинама. Та нешто блажа клима превасходно је последица Севернортске струје, огранка топле Норвешке струје који протиче крај северних обала области и Кољског полуострва. Захваљујући тој струји северне обале области су без леда неретко и усред зиме, што омогућава несметану пловидбу. Током хладнијег дела године за ово подручје су типични јаки циклони, док су у топлијем делу године активни антициклони. Усред великих температурних разлика између копна и приобалних подручја у односу на отворено море, цело подручје се налази у зони јаких ветрова који дувају у просеку између 80 и 120 дана годишње. Брзине ветрова су највеће у приобалном подручју и на планинама у унутрашњости, а поједини удари достижу олујне јачине до 55−60 м/с.
Звог велике географске ширине током зима карактеристичне су поларне ноћи, односно током лета поларни дани. Зиме су дуге, оштре и хладне, а лета кратка, блага и прохладна. Просечне температуре ваздуха најхладнијих месеци (јануар и фебруар) крећу се од −8 °C на северним обалама, до −12 до −15 °C у централним и јужним деловима. Летњи просек температура ваздуха креће се од +8 до +14 °C. Зимски минимуми температура крећу се у вредностима од −35 °C на обалама Баренцовог мора, −45 °C на беломорској обали, па до −55 °C у унутрашњости која је и најхладнији део. Апсолутни максимум креће се у вредностима +27, +32 и +33 °C. Први мразеви се јављају током августа месеца и редовна су појава све до маја, неретко и јуна. Мразеви и снежне падавине нису ретка и неуобичајена појава чак и усред лета.
Количина падавина опада идући од унутрашњости ка рубним подручјима и креће се у просечним вредностима од око 1.000 милиметара у планинским подручјима централне Коле, 600−700 мм на Мурманској обали и око 500−600 мм у осталим подручјима. Најкишовитији је период од августа до октобра, док се најмање падавина излучи током марта и априла. Снежни покривач задржава се од почетка октобра до краја маја.

### Временска зона
Цела Мурманска област налази се у временској зони која се по међународним стандардима за мерење времена означава као Московско време, односно Moscow Time Zone (MSK/MSD). У односу на координисано универзално време Московско време има вредност од UTC+3.

### Живи свет и екологија
Највећи део територије Мурманске области налази се у вегетационој зони тундре и местимично шумотундре, а због пермафроста који је релативно близу површини растреситог слоја тла долази готово до потпуног одсуства крупнијих дрвенастих форми. Ретко дрвеће је ниско и закржљало, а најраширеније су патуљасте брезе, врбе, смрча и бор. Од жбунастих биљака ту расту боровница, Rubus chamaemorus, Vaccinium uliginosum и брусница. Тло је углавном прекривено правим теписима од маховина и лишајева. На крајњем југу области налази се мања зона северне тајге. Због неконтролисане сече дрвећа током 40-их и 80-иг година прошлог века, површине под шумама на југу области смањене су и до 60%.
На подручју области живе 32 врсте сисара и око 280 врста птица. Од сисара најраспрострањенија је поларна и риђа лисица, самур, велика ласица, ждеравац, мрки медвед. Од папкара највише је лосова и ирваса, док су међу глодарима најраширенији европска веверица и леминг.
Целу област одликује изузетно велико богатство ихтиофауне, како у приморју, тако и у унутрашњим водама. Воде Баренцовог мора посебно су богате бакаларом који се интензивно лови у комерцијалне сврхе. Уз обале су видљиви и китови белуге, Lagenorhynchus acutus, Lagenorhynchus albirostris, а неретко се виђају и гренландски и грбави кит. Обале Белог мора су значајна станишта брадатих фока.
Највећу еколошку претњу по живи свет на подручју Мурманске области представљају бројна одлагалишта нуклеарног отпада, а највећи загаћивачи су бројни рудници и топионице руда који су одговорни за више од 80% од укупне емисије сумпор-диоксида у атмосферу на том подручју.
Зарад ефикасније заштите живог света, на подручју области су формирана три строга резервата природе: Пасвик уз границу са Норвешком, Кандалакшки који се делом налази и на тлу Карелије, те Лапландски основан 1930. године. Код града Кировска налази се Поларно-алпијски ботанички институт који је под управом Руске академије наука, основан 1931. године.

## Историја
На основу археолошких налаза извесно је да је Кољско полуострво било насељено још током VIII и VII миленијума пре нове ере у периоду арктичког палеолита. У том периоду су се на кољско подручје доселиле прве ловачке групе из Скандинавије, а у периоду између IV и II миленијума пре нове ере долази до досељавања људи из међуречја Волге и Оке. У наредним периодима уследиле су и миграције са Северног Урала.
У средњем веку Кољско полуострво је било метом територијалних претензија између новгородских и норвешких кнежева, а сходно одредбама мировног уговора између две земље потписаним 1326. Норвешка се одрекла територијалних претензија на полуострво у корист Новгородске републике. Новгородски трговци и ловци су током целог  века несметано путовали на север до полуострва, а у једном новгородском летопису из 1216. налазе се први писани подаци о облику владавине који је Новгородска република проводила на подручју Кољског полуострва.
Прва стална насеља на полуострву су оснивана током  века. Подручје Кољског полуострва 1478. улази у састав Московске кнежевине. Након што је 1583. завршена градња утврђења око Коле у град су премештени локални органи управе. Почетком  века почиње интензивна мисионарска делатност међу староседеоцима Лапонцима (које су руси у то доба називали Лопарима), и за свега неколико година (1526−1533) у свим лапонским селима су подигнуте православне цркве, а сви Лапонци су преобраћени у хришћанство. Године 1554. на реци Паз подигнута је Борисоглебска црква као најважнији црквени и образовни објекат на кољском северу. Средином XVI века цело полуострво, а посебно град Кола постају важан центар међународне трговине у који су пристизали трговци са Британских острва, из Данске, Холандије и Скандинавије.
Према неким подацима из 1625. на целом полуострву живело је свега око 2.500 хиљаде људи, а главна привредна и културна активност одвијала се унутар манастирских зидина широм полуострва. Године 1708. одлуком императора Петра I подручје дотадашњег Кољског округа улази у састав Архангелске губерније. До интензивнијег развоја кољског севера долази након премештања престонице Руске Империје из Москве у Санкт Петербург, а књаз Александар Меншиков који је у то време био један од најближих сарадника Петра Великог имао је потпуни монопол на трговину крзинма и рибом на целом том подручју (монополистички положај на трговину рибом и крзнима укинула је Катарина Велика 1765. године).
Рударска активност на полуострву почиње средином XVII века и даје нови замајац у даљем развоју целог севера. Први рудници сребра и бакра отворени су у поречју Поноја на истоку полуострва.
Први оружани сукоби на полуострву десили су се током Кримског рата пошто је енглеска ексадрила 1854. године напала Кандалакшу, а нешто касније, у ноћи 10. на 11. август у нападу на град Колу спаљен је значајан део објеката у граду. Поменути напади имали су катастрофалан учинак по трговину на том простору која је готово у потпуности замрла.
Дана 8. фебруара 1883. Кољски округ излази из састава Архангелске губерније и постаје засебна административна јединица. Године 1889. основан је приморски лучки град Александровск (данас град Пољарни).
Почетком  века долази до интензивнијег повезивања мурманског севера са остатком земље, саграђена је прва железничка пруга, а размишљало се и о градњи потпуно нове луке на обалама Баренцовог мора преко које би земља имала директан излаз на Северни ледени океан. Током 1915. на десној обали Кољског залива основана је лука Семеновски, а већ у октобру наредне године насеље добија званичан статус града и ново име − Романов на Мурману (садашње име Мурманск носи од 3. априла 1917. године). Романов на Мурману тако је постао последњим градом основан у Руској Империји, пошто је након Октобарске револуције 1918. Империја званично престала да постоји.
Мурманска губернија са седиштем у Мурманску званично је успостављена 13. јуна 1921. године. По окончању Првог светског рата долази до интензивнијег привредног развоја области. Отварају се нови рудници и фабрике, граде се енергетски објекти. Мурманска губернија је преобразована у Мурмански округ Лењинградске области 1. августа 1927. године. Привредни раст прати и раст у броју становника, те је број становника са 13.000 1914. године порастао на више од 100.000 1935. године.
По окончању Зимског рата 1940. у састав Мурманске области улазе некадашња финска подручја на Рибарском и Средњем полуострву.
Током Другог светског рата Мурманска област је била поприште жестоких сукоба између совјетских трупа са једне и удружених немачко-финских јединица са друге стране. У ратним дејствима готово до темеља су уништени многи градови и села, а међу њима и Мурманск који је због херојског отпора фашистима 1985. добио почасно звање Совјетског града хероја. Појединачна одликовања Хероја Совјетског Савеза добило је око 150 учесника ратних дејстава.
У послератним годинама кренуло се у интензивну обнову целе Мурманске области, а велика пажња почиње да се придаје стратешком и војном значају области.

## Демографија
Према подацима националне статистичке службе Русије за 2016. годину, на територији Мурманске области живело је 762.173 становника, или у просеку 5,26 ст/км². Од тог броја чак 92,49% је живело у градским срединама. По уделу градске популације у укупној популацији Мурмански рејон се налази на високом 4. месту у Русији, одмах после Москве, Санкт Петербурга и Магаданске области. По укупном броју становника налази се тек на 61. месту међу субјектима Федерације.
Након интензивне колонизације подручја у периоду између два светска рата број становника области почиње нагло да расте, нарочито са развијањем тешке индустрије и рударства. Свој максимум у популацији Мурманска област достиже непосредно пред распад Совјетског Савеза, те је према резултатима пописа становништва из 1989. на том подручју живело чак 1.146.757 становника. Након распада земље привреда доживљава фијаско, бројне фабрике и рудници се затварају, а становништво мигрира углавном ка већим градским центрима у унутрашњости. У периоду од 1989. до пописа 2010. број становника Мурманске области мањи је чак 351.348 особа. У истом периоду повећао се удео градске популације за 0,7% на 92,8%.
| 1939.   | 1959.   | 1970.   | 1979.   | 1989.     | 2002.   | 2010.   | 2016.   |
| ------- | ------- | ------- | ------- | --------- | ------- | ------- | ------- |
| 291.178 | 567.672 | 799.527 | 965.462 | 1.146.757 | 892.534 | 795.409 | 762.173 |

Аутохтону популацију Мурманске области чине угро-фински Лапонци (Саами народ), а сама област представља крајњи североисточни део њихове културно-историјске територије Лапоније. Лапонци су данас мањина у Мурманској области и чине тек око 0,22% од укупне популације. У староседеоце се такође убрајају и угрофински Карели који насељавају јужне делове области (данас чине око 0,19% популације), те Помори као субгрупа руског и финског народа која вуче корене од првих досељеника у то подручје. Помори насељавају углавном подручје Терске обале.
Основу популације чине етнички Руси са уделом у укупној популацији од око 89%, а најбројније националне мањине су Украјинци са 4,8%, Белоруси (1,7%), Татари (0,8%), Азери (0,53%), Чуваши (0,25%), Мордвини и Јермени са по 0,23% и други.
Религија у Мурманској области (2012)
| Националност | 1989.   | % 1989. | 2002.   | % 2002. | 2010.   | % 2010. |
| ------------ | ------- | ------- | ------- | ------- | ------- | ------- |
| Руси         | 965.727 | 82,92%  | 760.862 | 85,25%  | 642.310 | 88,97%  |
| Украјинци    | 105.079 | 9,02%   | 56.845  | 6,37%   | 34.268  | 4,75%   |
| Белоруси     | 38.794  | 3,33%   | 20.335  | 2,28%   | 12.050  | 1,51%   |
| Татари       | 11.459  | 0,98%   | 7.944   | 0,89%   | 5.624   | 0,71%   |
| Азери        | 2.695   | 0,23%   | 4.614   | 0,52%   | 3.841   | 0,48%   |
| Чуваши       | 3.865   | 0,33%   | 2.759   | 0,31%   | 1.782   | 0,22%   |
| Коми         | 2.167   | 0,19%   | 2.177   | 0,24%   | 1.649   | 0,21%   |
| Мордвини     | 4.214   | 0,36%   | 2.479   | 0,28%   | 1.625   | 0,20%   |
| Јермени      | 1.521   | 0,13%   | 1.954   | 0,22%   | 1.618   | 0,20%   |
| Лапонци      | 1.615   | 0,14%   | 1.769   | 0,20%   | 1.599   | 0,20%   |
| Карели       | 3.505   | 0,30%   | 2.203   | 0,25%   | 1.376   | 0,17%   |
| Молдавци     | 3.216   | 0,28%   | 1.974   | 0,22%   | 1.309   | 0,16%   |
| Узбеци       | 872     | 0,07%   | 463     | 0,05%   | 1.122   | 0,14%   |
| Лезгини      | 484     | 0,04%   | 840     | 0,09%   | 951     | 0,12%   |
| Башкири      | 1.320   | 0,11%   | 1.162   | 0,13%   | 914     | 0,11%   |
| Маријци      | 1.348   | 0,12%   | 1.037   | 0,12%   | 852     | 0,11%   |
| Немци        | 1.454   | 0,12%   | 1.211   | 0,14%   | 725     | 0,09%   |
| Пољаци       | 1.836   | 0,16%   | 1.142   | 0,13%   | 652     | 0,08%   |

На основу података Агенције за статистику Русије из 2012. године око 80% становника Мурманске области се изјаснило као религиозно. Највише је хришћана који чине нешто мање од половине становништва, односно православаца верника Руске православне цркве који чине 41,7% свих верника. РПЦ у Мурманској области је организована преко Мурманске митрополије основане одлуком Светог синода РПЦ од 2. октобра 2013. године. Мурманска митрополија је подељена на Мурманску и Северноморску епархију, а седиште митрополије налази се у граду Мурманску. Хришћани римокатоличке деноминације чине око 0,4% популације. Око 1% верника практикују ислам, 0,4% стару словенску веру. Око 28% популације се изјаснило као верујуће, али без практиковања религије, док се 12% становника изјаснило као атеисти.
На подручју Мурманске области налази се укупно 28 насеља градског типа, од чега њих 16 има административни статус града, а 11 их је са административним статусом варошице (рус. посёлки городского типа), док је насеље Видјајево са статусом затвореног града. Према подацима за 2016. годину, у градским срединама живело је око 92,49% од укупне обласне популације. Највећи градски центри су Мурманск који је уједно и главни град области са нешто преко 300.000 становника, Апатити (56.730) и Североморск (51.000 становника).

## Административна подела
Мурманска област административно је подељена на 6 општинских рејона и на 11 градских округа. Рејони су подељени на укупно 23 нижестепене општине, од чега је њих 13 урбаних и 10 сеоских општина. Унутар области се налази 16 градова, 12 варошица градског типа и 109 сеоских насеља (од чега њих 11 је без популације). Чак 5 од 12 градских округа су подручја од посебног националног значаја и имају статус затворених градова.
| №  | Рејон/градски округ         | Административни центар | Положај на мапи | км²    | Стан.   |
| -- | --------------------------- | ---------------------- | --------------- | ------ | ------- |
|    | Кандалашки рејон            | Кандалакша             |                 | 14.410 | 45.216  |
|    | Кољски рејон                | Кола                   |                 | 28.320 | 41.608  |
|    | Ловозерски рејон            | село Ловозеро          |                 | 52.978 | 10.931  |
|    | Печеншки рејон              | Никељ                  |                 | 8.700  | 37.159  |
|    | Терски рејон                | Умба                   |                 | 19.300 | 5.420   |
|    | Ковдорски рејон             | Ковдор                 |                 | 4.066  | 19.162  |
| 1  | Мурмански градски округ     | Мурманск               |                 | 154    | 301.572 |
| 2  | ЗАТО Александровск          | Пољарни                |                 | 521    | 44.175  |
| 3  | Апатитски градски округ     | Апатити                |                 | 2.500  | 56.732  |
| 4  | Кировски градски округ      | Кировск                |                 | 3.600  | 29.175  |
| 5  | Мончегорски градски округ   | Мончегорск             |                 | 3.400  | 46.205  |
| 6  | Оленегорски градски округ   | Оленегорск             |                 | 1.900  | 29.709  |
| 7  | ЗАТО Островној              | Островној              |                 | 463    | 2.008   |
| 8  | Пољарнозорски градски округ | Пољарније Зори         |                 | 1.000  | 17.162  |
| 9  | ЗАТО Заозјорск              | Заозјорск              |                 | 516    | 9.872   |
| 10 | ЗАТО Североморск            | Североморск            |                 | 480    | 59.764  |
| 11 | ЗАТО Видјајево              | Видјајево              |                 | 78     | 6.303   |

## Привреда
Мурманска област подручје је јако богато разним природним ресурсима и привреда области почива управо на њиховој интензивној експлоатацији. Како се у основи овог подручја налазе стене Феноскандинавског штита које су изразито богате разним рудама и минералима, на подручју ове области утврђено је постојање преко 700 различитих минерала, а највећи део њих се експлоатише. Најважнији извори прихода су рударство и основна обрада експлоатисаних руда, производња електричне енергије и комерцијални риболов. Привреда области је извозно оријентисана, а главни извозни правац је лука у Мурманску која је захваљујући свом природном положају на обалама слободним од леда током целе године један од најважнијих лучких комплекса у целој земљи. Мурманска област учествује са око 41% укупне поморске трговине на националном нивоу.
Рударство и обојена металургија чине 36,6% укупне привредне делатности у области. Најважнији производ ове индустрије је руда никла која је на овом подручју изузетно богата и минералима бакра и гвожђа. Флотацијом руде никла добијају се и значајне количине сумпорне киселине. Поред никла значајни продукти металургије и рударства су и бакар, гвожђе, алуминијум, апатит. У Мурманској области се производи готово целокупна руска продукција концентрата апатита (са око 3,7 милиона тона у 1998. години), око 43% од укупне продукције никла, 15% продукције бакра, 12% железне руде и њених концентрата и око 40% од укупне националне продукције кобалта.
На континенталном шелфу Баренцовог мора откривене су велике залихе нафте и земног гаса, укључујући и Штокманово гасно поље са процењеним резервама природног гаса од око 3,8 трилиона кубним метара. На новооткривеним нафтним пољима процењена је екплоатација од око 40 милиона тона у наредних 10 до 15 година.
Производња електричне енергије је други по важности извор прихода у области са учешћем у укупном БДП области од 22,9%. Најважнији електро-енергетски објекти у области су Кољска нуклеарна електрана недалеко од града Пољарније Зори капацитета 1.760 МW и Мурманска термо и хидроелектрана капацитета 1.550 МW. На северу области налази се Кислогубска плимска електрана капацитета 1,7 МW чије турбине покреће снага плиме и осеке. Кислогубска електрана је једини хидроенергетски објекат тог типа у Русији и 6. у свету по капацитету.
Риболов и прерада рибе је важан извор прихода области и са уделом у укупном БДП од 13,7% најзначајнији је део прехрамбене индустрије. Мурманска индустрија за прераду рибе учествује са око 16% укупне продукције рибе на националном нивоу, а центар риболовне флоте налази се у граду Мурманску. Сточарство почива на узгоју ирваса, а према статистичким подацима из 2010. године, на подручју области је регистровано око 62.000 комерцијално узгојених грла. Узгој ирваса врши се углавном на великим фармама, а свега 8% чине мала сеоска газдинства.
Године 2006. БДП Мурманске области износио је 141,9 милијарди рубаља, што је чинило око 0,4% укупног руског БДП-а. У истом периоду стопа незапослености је била доста ниска и износила је свега око 3,4%.

### Саобраћај
По територији области пролази аутопут „М18 Кола” у дужини од 1.068 km. Аутопут пресеца област од југа ка северу и повезује Мурманск са Санкт Петербургом преко Петрозаводска. Од Мурманска протеже се даље преко Кољског моста у смеру северозапада и границе са Норвешком. Укупна дужина аутопутева на тлу Мурманске области је 2.566 km. Већи значај од друмског има железнички саобраћај. Најзначајнија железничка пруга Мурманск−Санкт Петербург потпуно је електрификована 2005. године, а у саобраћај је пуштена још 1916. године. Укупна дужина железничких пруга у области је 870 km.
На подручју области постоје три ваздухопловне луке: Мурманск, Хибини и Ловозеро. Мурмански аеродром има статус међународног, а са њега углавном се врше летови ка другим значајнијим градовима у Русији − Москви, Санкт Петербургу, Череповецу, Архангељску, Симферопољу, Сочију и другим градовима. Услуге Мурманског аеродрома током 2015. користило је укупно 751.258 путника. Хибински аеродром налази се на око 12 km јужно од града Апатита и са њега лете углавном мањи ваздухоплови ка Москви, Санкт Петербургу и Череповцу. Ловозерски аеродром има углавном локални значај.
Лука у Мурманску је један од најзначајнијих лучких објеката на националном нивоу. Из мурманске луке почиње чувени Северни морски пут као најкраћи морски пут између европског дела Русије и Далеког истока и представља главни поморски пут Русије на Арктику. Полази од Мурманска кроз Карских врата и Северни ледени океан, Баренцово, Карско, Лаптевско, Источносибирско, Чукотско, и Берингово море до залива Провиђења на Чукотском полуострву у Беринговом мору. Дуг је 5.600 km. Најзначајнији путнички брод који саобраћа из Мурманске луке ка околним лучким центрима је ледоломац Клаудија Јеланска саграђен у бродоградилишту у Краљевици у тадашњој Југославији.

### Војни значај
Мурманска област има значајан војно-стратешки положај на Арктику и то је једино подручје на руским арктичким обалама које је целе године ослобођено од леда и где је могућ бродски саобраћај. У граду Североморску налази се седиште руске Северне флоте, а постоје и 4 војна аеродрома: Олења, Североморск1, Североморск 3 и Мончегорск.

## Занимљивости
- На неких десетак километара западно од града Запољарни налази се велика бушотина, такозвана Кољска ултрадубока бушотина (рус. Кольская сверхглубокая скважина СГ-3). Бушотина је са радом почела 24. маја 1970, а циљ њене градње била је потреба за детаљнијим научним истраживањима земљине унутрашњости. Са дубином од 12.262 метра (до те дубине се стигло 1989) најдубља је потпуно вештачка бушотина на свету. Пречник горњег дела бушотине је 92 центиметра, на дну 25,5 центиметара. Бушотина се налази на месту где се Мохоровичићев дисконтинуитет (МОХО слој) највише приближио површини литосфере. Због недостатка финансијских средстава пројекат је званично напуштен 2008. године.[34]
- У централном делу полуострва, у јужној подгорини Хибинских планина, налази се јединствена за поларне области ботаничка башта са арборетумом и ботаничким институтом — Кировски поларно-алпијски ботанички институт. Основана је још 1931. на иницијативу ботаничара Николаја Аврорина, најсевернија је ботаничка башта на тлу Русије, и једна од тек три светске ботаничке баште смештене унутар поларног круга. Обухвата територију површине 1.670 хектара, од чега је 1.250 хектара резервисано за узгајање и истраживање биљних врста. Сама ботаничка башта налази се на 77 km од Кировска, односно на око 1,5 km од туристичког центра Кукисвумчор. Недалеко од Апатитија налази се арборетум са богатом збирком поларних и високопланинских видова биљака, а посебно место у њему заузима око 400 биљних врста специфичних за подручје Мурманске области. У ботаничкој башти налази се више од 1.000 примерака различитих тропских и суптропских биљних формација.
- На крајњем северу области, на острву Киљдин налази се јединствено у Русији језеро Могиљно, једна од тек неколико меромиктичких акваторија на свету. Вода која испуњава језеро дословно је „наслагана” у слојевима (укупно 4 слоја различитог хемијског састава и густине). До дубине од 5 метара вода у језеру је слатка, док на дну има вредности салинитета од 33 ‰. Други слој воде је на дубинама између 6,5 и 13 метара са салинитетом који расте до 22 ‰. У слатководном делу језера живе типични слатководни организми, у централним деловима брактични, а при дну морски организми. На дну језера живе пурпурне бактерије (Purple bacteria) чијим распадањем се ствара отровни водоник-сулфид. У горњим слојевима живе планктони из рода Daphnia, ротаторије (13 врста) и ракови (21 врста), а од риба специфична је ендемска подврста бакалара Gadus morhua kildinensis. Од другог слоја па на ниже живе типична морска створења − морске звезде Stichaster albulus, морске сасе, сунђери, морске маховине, поларне медузе и морски ракови.